# Johannes Olivier

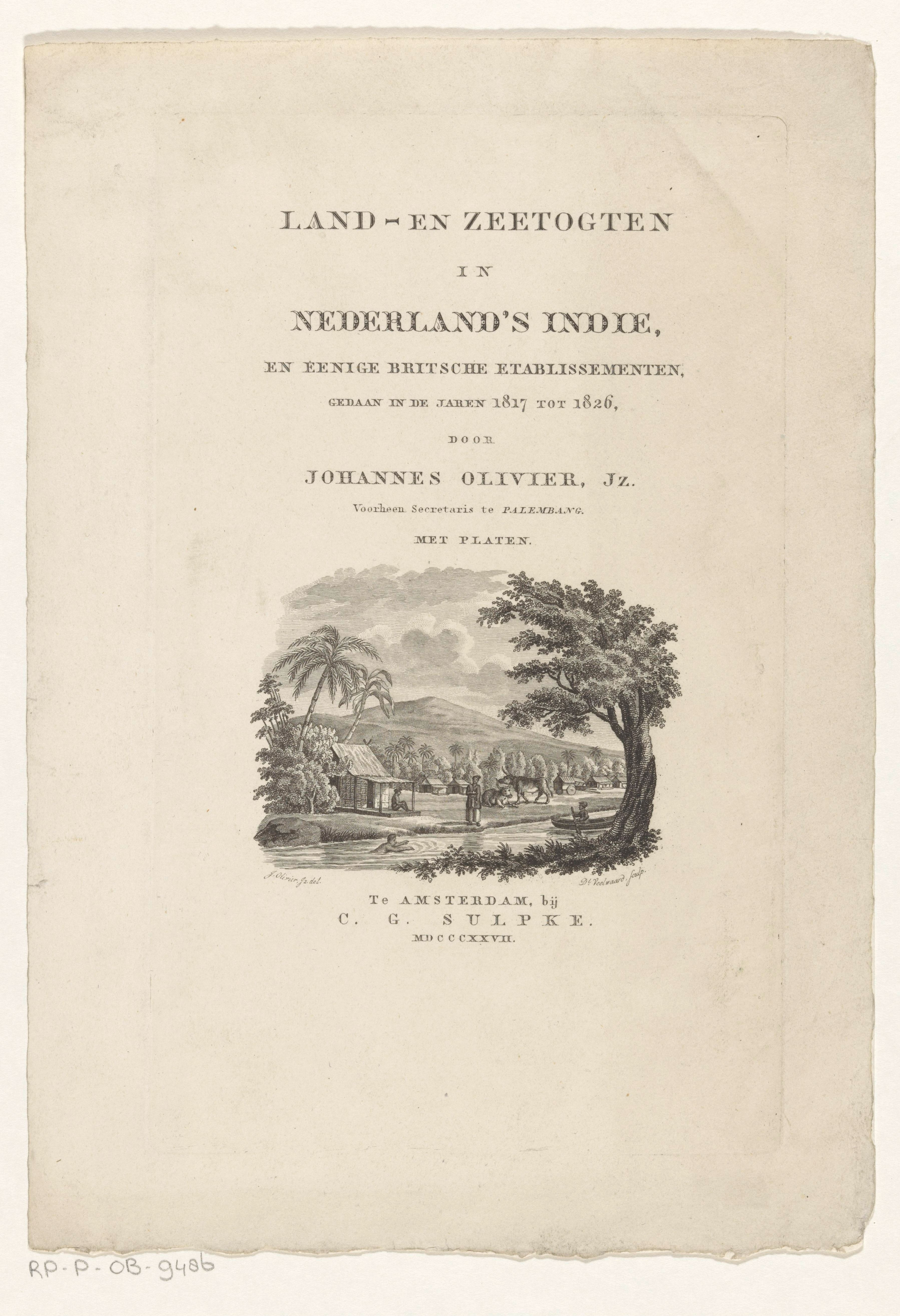
Titelpagina van Land- en zeetogten in Nederland's Indië van Johannes Olivier.

Johannes Olivier (Utrecht, 27 juli 1789 - Batavia, 26 september 1858) was een Nederlandse auteur van reisteksten en educatieve boeken. Hij schreef veel over Nederlands-Indië, waar hij van 1817 tot 1826 werkte bij het koloniaal bestuur. Na een loopbaan als schrijver in Nederland ging hij in 1840 opnieuw naar Nederlands-Indië, waar hij in 1858 stierf.

## Jeugd
Johannes Olivier werd vanaf zijn zesde jaar opgevoed door een tante, en bracht een groot deel van zijn jeugd door op een Franse kostschool. Zijn moeder Maria Schilperoort was in 1790 overleden. Zijn vader was twee jaar later hertrouwd met Charlotte Sophia Hake, geboren in Rotterdam maar met Engelse ouders. Van haar leerde Johannes Engels. Ook zij stierf echter in het kraambed, in 1795. Zijn vader, ook Johannes Olivier geheten en uit Friesland afkomstig, was journalist in Utrecht en Oranjegezind. Hij raakte dat jaar bij de machtsovername door de Patriotten veel bezittingen kwijt en vluchtte met stadhouder Willem V mee naar Engeland. Pas in 1807 keerde hij uit ballingschap terug, maar stierf een jaar later.

## Bestuursambtenaar in Nederlands-Indië

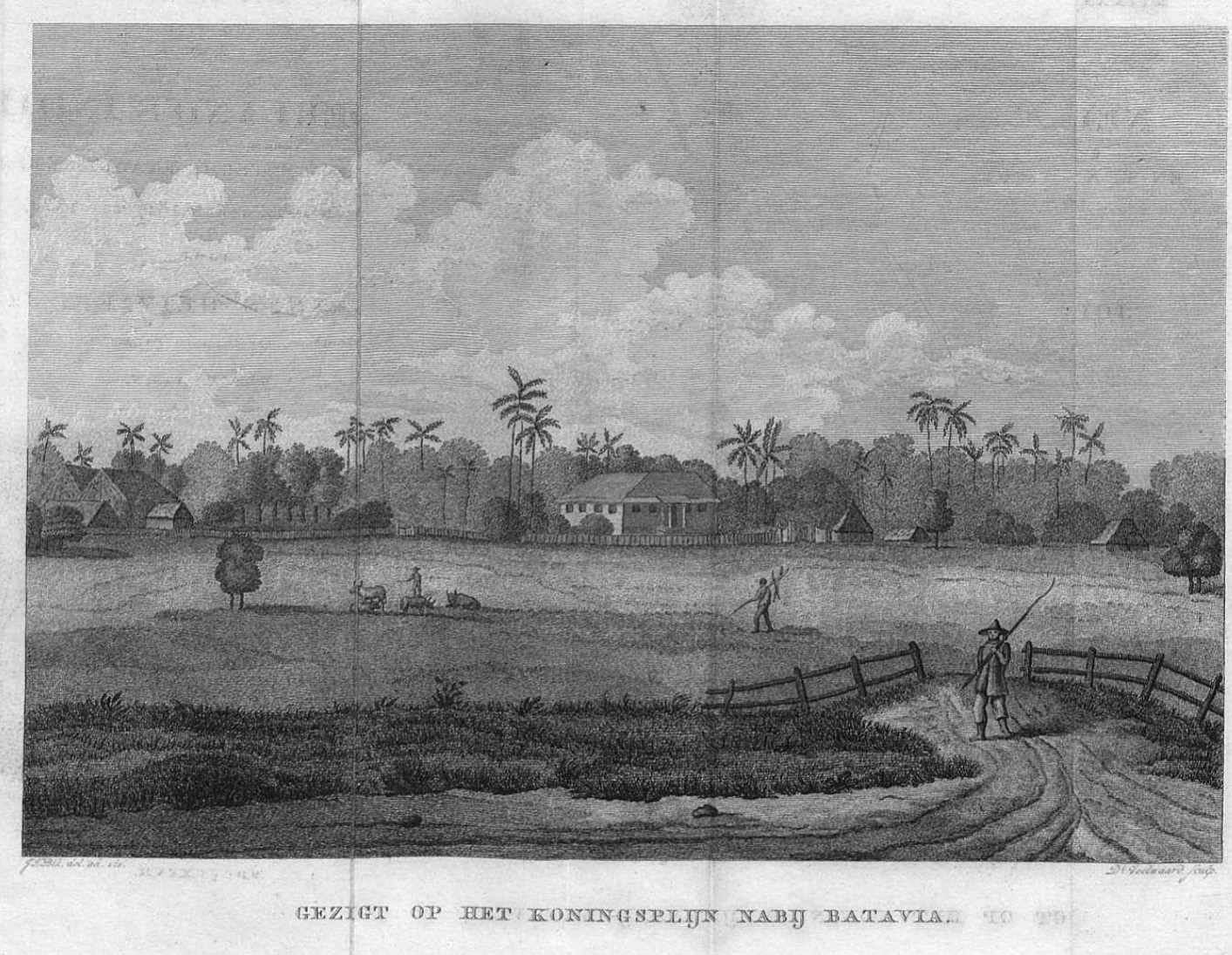
Het Koningsplein in Batavia.

Na korte tijd met weinig succes als auteur en vertaler gewerkt te hebben (hij schreef enkele Engelse lesboekjes) vertrok Olivier in 1817 naar Indië aan boord van het fregat Wilhelmina. De bevelhebber, kapitein-ter-zee Herman Maurits Dibbetz, had een poosje bij zijn tante gelogeerd en had aangeboden hem mee te nemen omdat hij, zo schreef Olivier later, 'sedert zijne vroegste jeugd eene onweerstaanbare zucht aan den dag legde, om vreemde landen en volken te leeren kennen’. In september kwam hij na een snelle reis van 100 dagen in Batavia aan. De stad viel hem behoorlijk tegen. Wat ooit 'eene der aangenaamste en fraaiste steden der wereld en de Koninginne van het Oosten' genoemd werd was, zeker na de sloopwerkzaamheden van Herman Willem Daendels, een 'akelig tafereel van verval, ellende, morsigheid en armoede' geworden. De meeste Europeanen waren verhuisd naar de 'fraaije en ruime' buitenwijken.

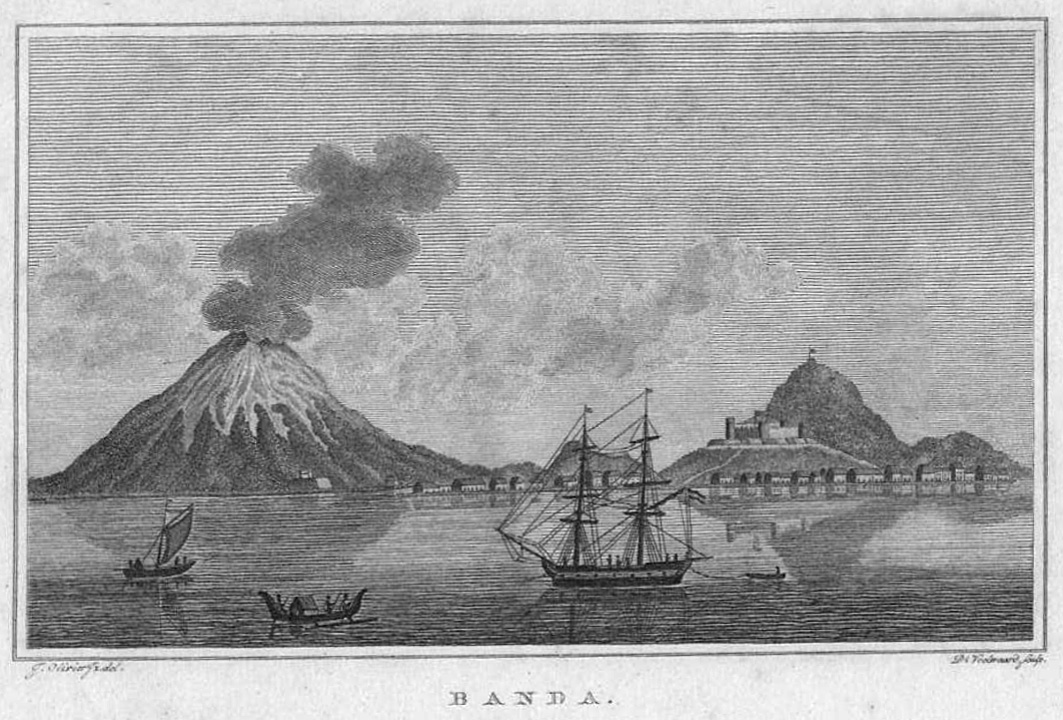
De korvet Zwaluw voor Banda Neira.

Vermoedelijk was Olivier in Batavia in eerste instantie werkzaam als privé-onderwijzer, maar zijn naar eigen zeggen 'opbruisend gestel' speelde hem parten. Door overmatig alcoholgebruik kwam hij regelmatig in de problemen. Toch trad hij in 1821 in dienst van het koloniaal bestuur als tweede klerk bij de Algemene Secretarie, om een jaar later al gepromoveerd te worden tot tweede commies. Korte tijd was hij secretaris van het lid van de Raad van Indië Herman Warner Muntinghe. Daarna werd hij in juli 1822 als secretaris van de commissaris Jan Izaäk van Sevenhoven in Palembang geplaatst. Daar maakte hij het in november zo bont (hij zwaaide met zijn sabel en schoot met pistolen in de lucht) dat hij in de gevangenis terecht kwam en teruggestuurd werd naar de Algemene Secretarie in Batavia. Vanwege voortdurend drankmisbruik werd hij daar in november 1823 ontslagen. Desondanks werd hij in februari 1824 als een laatste kans op verbetering aangesteld als secretaris van de kapitein-ter-zee Zacharias Schrooijesteijn op de korvet Zwaluw van de vloot van gouverneur-generaal Godert van der Capellen. Deze maakte een inspectietocht langs Ambon, Banda, Saparua, Ternate en Manado, die vervolgens uitmondde in de Eerste Boni-expeditie op Celebes. Halverwege deze tocht bleef Olivier met Schrooijesteijn achter op Ternate. Toen hij Schrooijesteijn in augustus 1825 bij een ruzie tijdens het kaarten met een speeltafeltje op zijn hoofd sloeg, waarbij deze een jukbeen brak, werd hij weer in hechtenis gesteld en in maart 1826 door de krijgsraad van de Koloniale Marine voorgoed ontslagen en terug naar Nederland gestuurd.

## Schrijver in Nederland

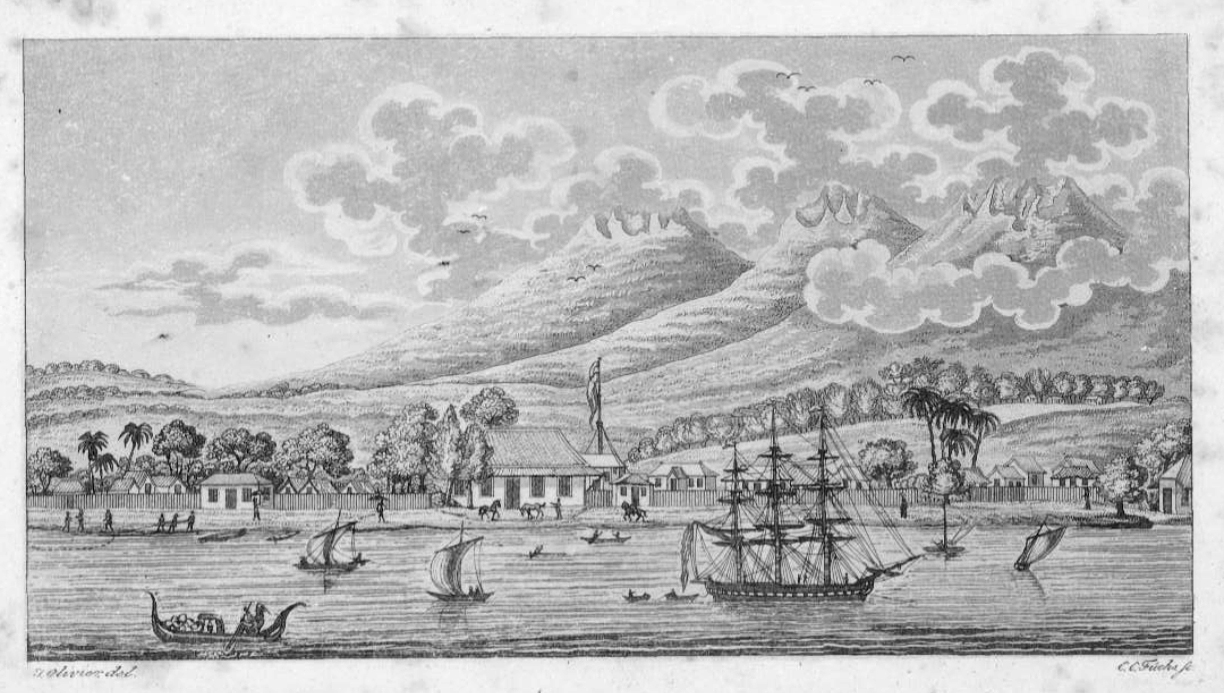
'Banjoe-Wangie, op den Z.O. hoek van Java.'

Terug in Nederland vestigde hij zich in Amsterdam en legde zich toe op vertaalwerk uit het Engels en het Frans, en op het schrijven over Nederlands-Indië. In eerste instantie voor het tijdschrift Cybele. In 1827 volgde een eerste boek: Aanteekeningen gehouden op eene reize in Oost-Indië, en gedurende een veeljarig verblijf in onderscheidene Nederlandsche etablissementen aldaar (Amsterdam, 1827) Direct daarna verscheen het eerste deel van het driedelige Land- en zeetogten in Nederland's Indië en eenige Britsche etablissementen, gedaan in de jaren 1817 tot 1826 (Amsterdam, 1827-1828) Hiervan verscheen ook een Duitse vertaling.
Datzelfde jaar trouwde hij met Dina Johanna van Rietschoten. Zij kregen 13 kinderen, waarvan slechts een hem overleefde. Rond 1832 verhuisde hij naar Kampen. Hij werd er directeur van een kostschool en redacteur van zijn eigen tijdschrift: De Oosterling. Tijdschrift by uitsluiting toegewyd aan de verbreiding der kennis van Oost-Indië, dat verscheen in 1835, 1836 en 1837.

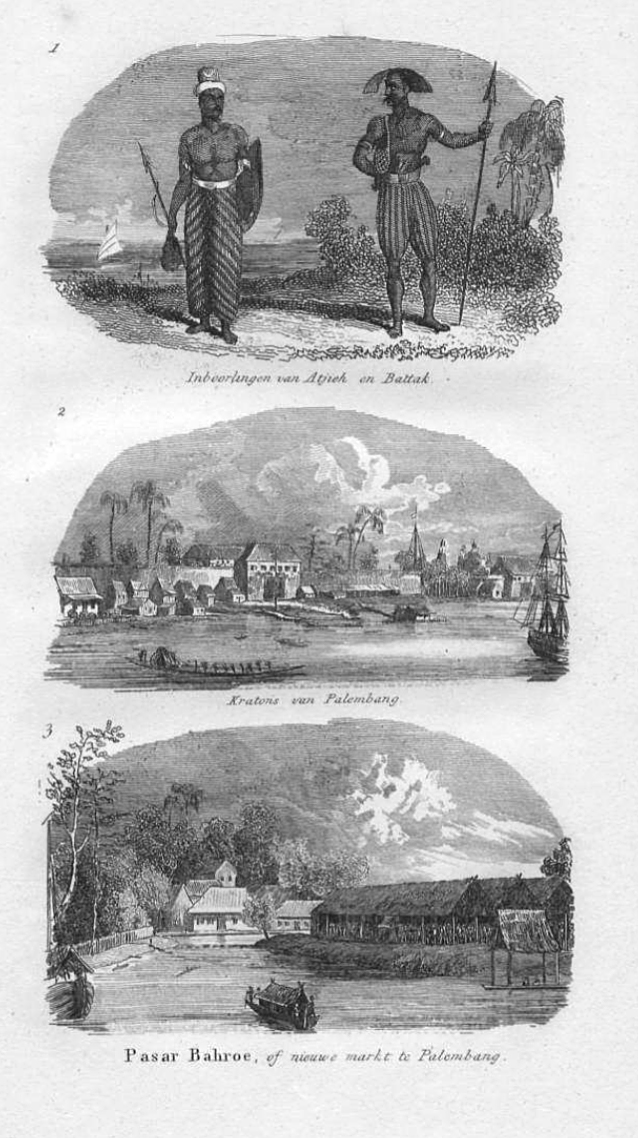
Illustratie in Tafereelen en merkwaardigheden uit Oost-Indië.

Ook verscheen het tweedelige Reizen in den Molukschen Archipel naar Makassar, enz. in het gevolg van den gouverneur-generaal van Nederland's Indië, in 1824 gedaan, en volgens de dagboeken en aanteekeningen van onderscheidenen reisgenooten (Amsterdam, 1834-1837) en het ook tweedelige Tafereelen en merkwaardigheden uit Oost-Indië (Amsterdam, 1836-1838).
Van zijn eerste boeken maakte hij bewerkingen voor de jeugd: Elviro's reis naar en door Java en de Molukkos dat circa 1835 verscheen en het tweedelige Tafereel van Oost-Indië voor jonge lieden van beiderlei kunne (Amsterdam, 1840). Ook over andere onderwerpen schreef hij, zoals in Merkwaardigheden uit den Tiendaagschen veldtogt der Nederlanders in België uit 1834, en Levensschetsen van de beroemdste mannen der Oudheid op het gebied van kunsten en wetenschappen. Naar de meest geloofwaardige bronnen opgesteld en ter vertaling in het Fransch met een woordenboekje voorzien uit 1837.

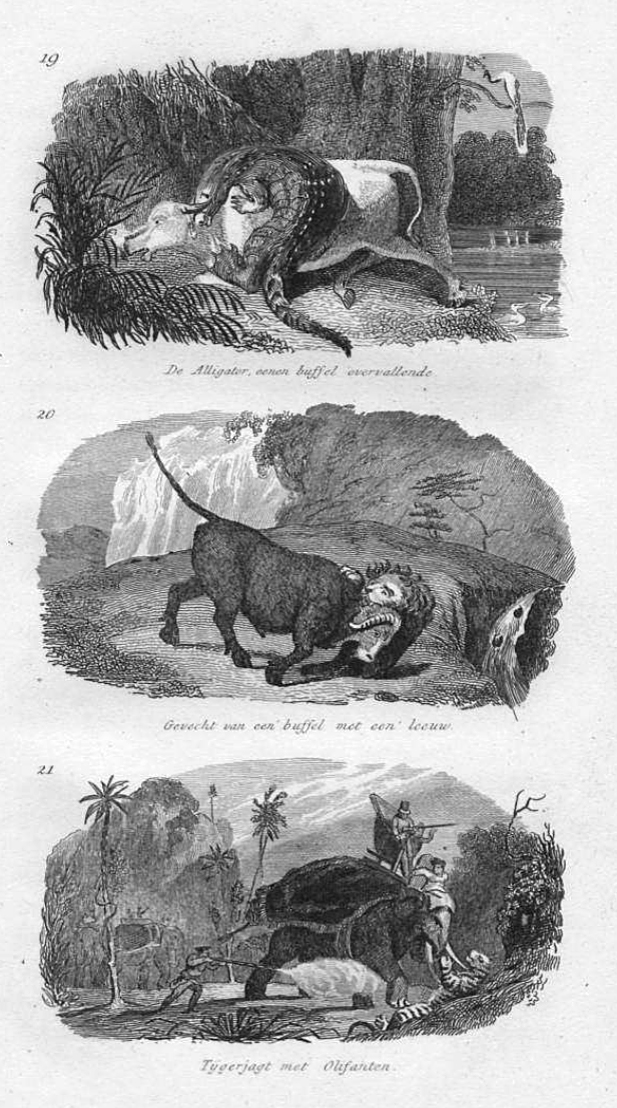
Gevechten en jacht op dieren op Java.

Oliviers reisteksten zijn vooral zakelijk en informatief. Hij probeerde een objectieve beschrijving te geven van landen en volkeren, zonder zijn persoonlijke lotgevallen of gevoelens er in te verwerken. Hij schetste een positief beeld van de Javanen en benadrukte hun gelijkwaardigheid met de Europeanen. Slechts de onderdrukking door de inheemse vorsten, de islam en bijgelovigheid belemmerden hun ontwikkeling. Zoals velen vond Olivier dat de islam de in principe goedhartige aard van de Javanen bedierf. De Javaanse samenleving zou op hetzelfde niveau als de Europese kunnen komen met behulp van de inzichten van de Verlichting. De VOC had zich als handelsonderneming weinig met de bevolking bemoeid, maar het koloniale gouvernement had de plicht het volk te verheffen. Kritisch was Olivier op de Nederlandse ambtenaren. Zij zouden de verlichtingswaarden moeten uitdragen, maar te vaak gedroegen ze zich gemakzuchtig en onmatig. Olivier eiste van hen ‘ingetogenheid, matigheid en stipte welgevoegelijkheid’, anders zou de legitimiteit van hun aanwezigheid wegvallen. Gezien Oliviers vroegere drankmisbruik en wangedrag mag geconcludeerd worden dat hij geleerd had van de fouten die hij in zijn jonge jaren gemaakt had.

## Terug naar Indië
Na herhaalde verzoeken aan het Ministerie van Kolonieën om terug te mogen keren naar Indië (steeds met bijsluiting van zijn meest recente publicatie) kreeg hij daar in oktober 1839 toestemming voor. Waarschijnlijk had hij dat te danken aan een persoonlijke brief van 21 september aan de minister Johannes van den Bosch. Op 12 september 1840 werd hij in Batavia benoemd tot vertaler voor de Engelse taal, en in december tot hoofdonderwijzer van de eerste lagere school van het gouvernement in Weltrevreden. In maart 1849 werd hij directeur van ‘s Lands Drukkerij en redacteur van de Javasche Courant. In september 1858 kreeg hij ziekteverlof vanwege terugkerende koortsen, vermoedelijk als gevolg van malaria. Op de 26e overleed hij. Zijn vrouw Dina bleef in Batavia wonen en stierf daar op 3 maart 1877.